# Peter Škrjanec
Peter Škrjanec, slovenski akademski glasbenik - muzikolog, dirigent, pianist in glasbeni pedagog, * 29. junij 1942, Medvode, † 4. september 2024, Reka, Hrvaška.

## Življenje
Peter Škrjanec se je rodil očetu Cirilu, trgovcu in mami Ivanki v družini z dvema otrokoma. V osnovno šolo in nižjo gimnazijo je hodil v Kranj. Šolanje je nadaljeval na Gimnaziji Kranj, kjer je leta 1961 maturiral. Svoje izobraževanje je nadaljeval na Akademiji za glasbo v Ljubljani, oddelek za glasbeno zgodovino, kjer je diplomiral leta 1966.
Z glasbo se je začel ukvarjati z devetimi leti, ko se je v Glasbeni šoli v Medvodah začel učiti igranja na klavir. V Kranju je končal nižjo glasbeno šolo pri prof. Jožici Avguštin. Srednjo glasbeno šolo, smer klavir, je končal v Ljubljani pri prof. Jelki Suhadolnik. Na Akademiji za glasbo je klavir izpopolnil pri profesorici Zdenki Novak. Ker pa ga študij glasbene zgodovine ni zadovoljil, je na Akademiji končal tudi študij dirigiranja pri Danilu Švari. Kasneje se je kot dirigent tudi izpopolnjeval in sicer pri Nicolausu Harnoncourtu in Hansu Swarowskem v Avstriji.

## Kariera
Svojo profesionalno pot je pričel že kot absolvent in sicer kot učitelj glasbenega pouka v osnovni šoli v Radovljici in Kranju. Leta 1970 se je zaposlil na Reki na Srednji glasbeni šoli "Ivan Matetić Ronjgov". Leta 1975 se je zaposlil v reški operi "Ivan Zajc" kot korepetitor in dirigent. Leta 1976 je postal ustanovitelj in umetniški ter glasbeni vodja ansambla Reški komorni orkester (Riječki komorni orkestar), ki ga je vodil do vrnitve v Kranj leta 1988. Po vrnitvi je do upokojitve deloval kot ravnatelj Glasbene šole v Kranju. Med letoma 1995 in 2000 je teoretične predmete poučeval tudi na oddelku za teorijo, petje in sodobni ples, Glasbene šole "Fran Korun Koželjski" v Velenju.
Leta 1990 je v Kranju ustanovil Komorni orkester "Carnium", ki ga je vodil do leta 2008. Sestavljali so ga mladi gorenjski glasbeniki - učitelji na Glasbeni šoli Kranj ali študenti na Akademiji za glasbo. Program, ki so ga izvajali je obsegal dela od baroka do moderne glasbe. Leta 2002 je orkester za svojo dejavnost prejel Veliko Prešernovo plaketo.
Peter Škrjanec je bil zborovodja več pevskim zborom tako na Hrvaškem kot v Sloveniji.
Kot dirigent je gostoval v Italiji (Mozartov Rekvijem), v Avstriji, na Poljskem, Madžarskem in v Jugoslaviji. V Dubrovniku je dirigiral Dubrovačkom gradskom orkestru in Komornom orkestru "Luka Sorkočević". Na reški Akademiji za glasbo, ki sodi v zagrebško Univerzo, je predaval teoretične predmete. Kot asistent dirigenta je sodeloval pri izvedbi baleta Labodjega jezera na gostovanju Bostonskega baleta s solistom Rudolfom Nurejevim v Italiji.
Kot dirigent je Peter Škrjanec sodeloval tudi s skladateljema Brunom Bjelinskim in Josipom Kaplanom.
Pri svojem pedagoškem delu je sodeloval tudi z opernim pevcem Giorgiom Surianom, kot korepetitor pa z operno pevko Zinko Kunc.
Od leta 2009 je sodeloval z Ljudsko univerzo v Kranju kot predavatelj glasbene teorije in klavirja, od leta 2012 do 2019 pa je sodeloval tudi z Univerzo za tretje življenjsko obdobje v Ljubljani, kjer je bil mentor skupini študentov pri predmetu "Spoznavanje glasbene umetnosti".

## Nagrade
Peter Škrjanec je bil za svoje delo tudi večkrat nagrajen. Že kot študent je dobil leta 1972 študentsko Prešernovo nagrado za izvedbo 8. simfonije Ludwiga van Beethovna. Leta 2002 je v Kranju dobil priznanje – Prešernovo nagrado mesta Kranj za delo s komornim orkestrom in ravnateljevanje. Združenje ravnateljic in ravnateljev osnovnega in glasbenega šolstva Slovenije ga je za 20-letno delo leta 2008 v Portorožu odlikovalo s stanovsko nagrado.